# 东游 (电影)
《东游》是2019年10月17日在爱奇艺上线首映、中国大陆制作的神话电影。由映美传媒、麦奇影业出品，时代文化传媒、华夏新业文化、鎏夏文化传媒、巨地影业、觅态影业联合出品。
电影导演董伟，编剧叶蘅。由张远、李沁谣、罗家英等主演。电影开拍后，于中国多地取景。在戈壁荒漠拍摄多个场景，最后在东海之滨杀青。2019年10月17日，上线当日，电影在北京举办线下观影会。映美传媒联合创始人、影片出品人及总制片人张余，麦奇影业创始人、影片出品人及总制片沈帅，影片监制肖华，董伟、叶蘅及主演到场。至2019年12月28日，分账票房达1312.7万元。
电影内容取材于八仙之一的韩湘子与龙女。因执掌风霖的东海龙女失忆，东海久无降水成为无边沙海。
电影获2019金河豚奖“最佳娱乐营销网络电影案例”奖。由李珂作词、董伟作曲、周深演唱的电影同名主题曲《东游》，就是这个奖项的重要一环。映美传媒评论：“以音乐诠释情感，为营销造势。周深极具特色的个人特质与歌曲和电影的调性完美契合，歌曲与电影相互成全，相得益彰，说是网络电影领域音乐营销的里程碑也不为过。”